# Ylikiiminki

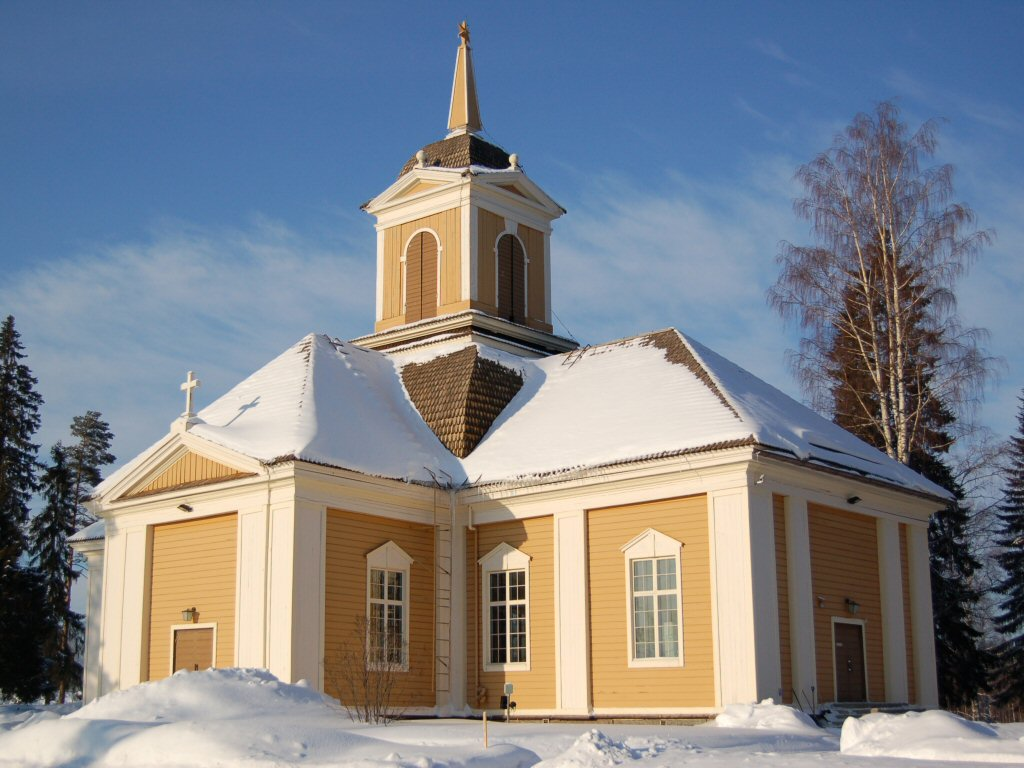
Nhà thờ Ylikiiminki được xây vào khoảng năm 1788.

Ylikiiminki (Överkiminge trong tiếng Thụy ĐIển) là một đô thị của Phần Lan.
Đô thị này nằm ở tỉnh Oulu trong vùng Bắc Ostrobothnia. Đô thị này có dân số 3.487 (30/6/2008) với diện tích là 1040,66|km², trong đó có 23,24 km² là diện tích mặt nước. Mật độ dân số là 3,35 người trên mỗi km².
Đô thị này chỉ sử dụng tiếng Phần Lan và sẽ được hợp nhất với thành phố Oulu vào ngày 1 tháng 1 năm 2009.